# Campionati del mondo di mezza maratona 2005
I Campionati del mondo di mezza maratona 2005 (14ª edizione) si sono svolti il giorno 1º ottobre a Edmonton, in Canada. Vi hanno preso parte 156 atleti (di cui 87 uomini e 69 donne) in rappresentanza di 43 nazioni.

## Gara maschile

### Individuale
| Posizione | Atleta               | Nazionalità | Tempo    |
| --------- | -------------------- | ----------- | -------- |
| Oro       | Fabiano Joseph Naasi | Tanzania    | 1h01'08" |
| Argento   | Mubarak Hassan Shami | Qatar       | 1h01'09" |
| Bronzo    | Yonas Kifle          | Eritrea     | 1h01'13" |
| 4º        | Sileshi Sihine       | Etiopia     | 1h01'14" |
| 5º        | Abebe Dinkesa        | Etiopia     | 1h01'53" |
| 6º        | John Yuda Msuri      | Tanzania    | 1h02'11" |
| 7º        | James Macharia       | Kenya       | 1h02'25" |
| 8º        | Kazuo Ietani         | Giappone    | 1h02'26" |
| 9º        | Yared Asmerom        | Eritrea     | 1h02'44" |
| 10º       | Norman Dlomo         | Sudafrica   | 1h02'45" |
| 11º       | Takayuki Matsumiya   | Giappone    | 1h02'45" |
| 12º       | Tesfayohannes Mesfen | Eritrea     | 1h03'08" |
| 13º       | Lishan Yegezu        | Etiopia     | 1h03'11" |
| 14º       | Wilson Busienei      | Uganda      | 1h03'12" |
| 15º       | Ryan Shay            | Stati Uniti | 1h03'13" |

### A squadre
| Posizione | Squadra  | Atleti                                                     | Tempo    |
| --------- | -------- | ---------------------------------------------------------- | -------- |
| Oro       | Etiopia  | Sileshi Sihine Abebe Dinkesa Leshane Yegezu                | 3h06'18" |
| Argento   | Eritrea  | Yonas Kifle Yared Asmerom Tesfayohannes Mesfen             | 3h07'05" |
| Bronzo    | Giappone | Kazuo Ietani Takayuki Matsumiya Takanobu Otsubo            | 3h08'30" |
| 4º        | Qatar    | Mubarak Hassan Shami Sultan Khamis Zaman Ahmed Jumah Jaber | 3h08'46" |
| 5º        | Kenya    | James Macharia Paul Kimaiyo Kimugul Julius Kibet Koskei    | 3h09'32" |

## Gara femminile

### Individuale
| Posizione | Atleta            | Nazionalità | Tempo    |
| --------- | ----------------- | ----------- | -------- |
| Oro       | Constantina Diță  | Romania     | 1h09'17" |
| Argento   | Lornah Kiplagat   | Paesi Bassi | 1h10'19" |
| Bronzo    | Susan Chepkemei   | Kenya       | 1h10'20" |
| 4ª        | Galina Bogomolova | Russia      | 1h10'34" |
| 5ª        | Mihaela Botezan   | Romania     | 1h10'36" |
| 6ª        | Madaí Pérez       | Messico     | 1h10'37" |
| 7ª        | Lidiya Grigoryeva | Russia      | 1h11'01" |
| 8ª        | Nuța Olaru        | Romania     | 1h11'07" |
| 9ª        | Merima Hashim     | Etiopia     | 1h11'09" |
| 10ª       | Adriana Pirtea    | Romania     | 1h11'10" |
| 11ª       | Irina Timofeyeva  | Russia      | 1h11'30" |
| 12ª       | Terumi Asoshina   | Giappone    | 1h11'45" |
| 13ª       | Hiromi Ominami    | Giappone    | 1h11'57" |
| 14ª       | Yoko Yagi         | Giappone    | 1h12'00" |
| 15ª       | Derartu Tulu      | Etiopia     | 1h12'12" |

### A squadre
| Posizione | Squadra     | Atleti                                               | Tempo    |
| --------- | ----------- | ---------------------------------------------------- | -------- |
| Oro       | Romania     | Constantina Diță Mihaela Botezan Nuța Olaru          | 3h31'00" |
| Argento   | Russia      | Galina Bogomolova Lidiya Grigoryeva Irina Timofeyeva | 3h33'05" |
| Bronzo    | Giappone    | Terumi Asoshina Hiromi Ominami Yoko Yagi             | 3h35'42" |
| 4ª        | Etiopia     | Merima Hashim Derartu Tulu Letay Nagash              | 3h36'04" |
| 5ª        | Regno Unito | Mara Yamauchi Hayley Haining Susan Partridge         | 3h40'08" |

## Medagliere
| Posizione | Paese       | Oro | Argento | Bronzo | Totale |
| --------- | ----------- | --- | ------- | ------ | ------ |
| 1         | Romania     | 2   | 0       | 0      | 2      |
| 2         | Etiopia     | 1   | 0       | 0      | 1      |
| 2         | Tanzania    | 1   | 0       | 0      | 1      |
| 4         | Eritrea     | 0   | 1       | 1      | 2      |
| 5         | Paesi Bassi | 0   | 1       | 0      | 1      |
| 5         | Qatar       | 0   | 1       | 0      | 1      |
| 5         | Russia      | 0   | 1       | 0      | 1      |
| 8         | Giappone    | 0   | 0       | 2      | 2      |
| 9         | Kenya       | 0   | 0       | 1      | 1      |
| Totale    | Totale      | 4   | 4       | 4      | 12     |